# Lía Duffy
Lía Duffy fue una tenista argentina que estuvo entre las mejores diez de Argentina en la clasificación oficial de 1931, 1932 y 1934. Su mejor puesto fue séptima en 1934.
Fue finalista en individuales del Campeonato del Río de la Plata de 1934, pero cayó ante Leonilda Giusti por 6-1 y 6-1.
En dobles femenino fue finalista del mismo torneo en cuatro oportunidades, con dos victorias y dos derrotas.
- En 1931 junto a Delia Balli de Caimi Garmendia perdieron ante Julieta Ezcurra e Inés Anderson 6-4 y 6-3. [3]
- En 1933 junto a Delia Balli de Caimi Garmendia perdieron ante Leonilda Giusti y Magdalena Bidal de Audrás 6-8, 7-5 y 6-2.[3]
- En 1934 junto a Delia Balli de Caimi Garmendia derrotaron a Leonilda Giusti y Ana Pauwels de Madrid 6-4 y 10-8.[3]
- En 1935 junto a Delia Balli de Caimi Garmendia derrotaron a Leonilda Giusti y Gladys Woodruff 6-4 y 6-4.[3]